# Manfred Vogel (Künstler)
Manfred Vogel (* 1946 in Bottrop; † 11. März 2008 in Sóller, Mallorca) war ein deutscher Maler, Zeichner und Grafiker.

## Leben
Vogel machte in den Jahren 1963 bis 1966 eine Lehre als Tiefdruck-Retuscheur. Von 1967 bis 1972 studierte er an der Folkwangschule für Gestaltung in Essen, von 1972 bis 1978 an der Kunstakademie Düsseldorf, wo er Meisterschüler von Gerhard Hoehme war. In den Jahren 1979 bis 1987 war er Lehrer an der Fachhochschule Niederrhein in Krefeld, von 1987 bis 1997 als Professor. Von 1984 bis 1986 hatte er außerdem einen Lehrauftrag an der Kunstakademie Düsseldorf. Ab 1997 dozierte er an der Universität Essen im Fachbereich Kommunikationsdesign (ab 2003 Universität Duisburg-Essen). Er lebte in Duisburg, zuletzt in Sóller auf Mallorca.
Vogel schuf oft großformatige Bilder auf Leinwand und Papier und nahm dabei eine einzelgängerische Position in der Strömung des Abstrakten Expressionismus ein. Nach Anfängen in der Malerei des Kritischen Realismus, bei der er etwa die menschliche Figur plastisch ausformulierte, gelangte er zum Ende der 1970er Jahre zu einer Darstellungsweise, in der er Gegenständliches und gegenstandsfreie Formulierung, Linie und Farbfläche spannungsvoll gegenüberstellte. Auf seine Bilder trug er in kraftvollen Gesten nun Farbströme auf, die das Bildfeld queren und sich umeinander legen. Auch entwickelte er auf einheitlichen Farbfeldern nervöse Liniengeflechte. In einzelnen Werkgruppen experimentierte er über die Jahre mit monochromen Farbfeldern, Farbbahnen, Unschärfen, mit Kreisen sowie der Teilung auf mehrere Tafeln. Ferner integrierte er überarbeitete Fotovorlagen und Folien in seine Kompositionen. In seinem Farbauftrag reflektierte er seine Gemütszustände, etwa Erregung und Heiterkeit. Betroffenheit zeigend nahm er konkrete Ereignisse, zeitgeschichtliche, biblische, kunsthistorische oder literarische Sujets zum Anlass seiner Schöpfungen.
Als Kunst im öffentlichen Raum schuf Vogel großformatige Wandbilder im U-Bahnhof Rathaus in Duisburg.

## Auszeichnungen
- 1979–1981: Wilhelm-Lehmbruck-Stipendium, Duisburg, und Stipendium des Kultusministeriums Nordrhein-Westfalen
- 1989: Nixdorf-Kunstpreis, Duisburg
- 1998: Kunstpreis der Künstler, Große Kunstausstellung NRW Düsseldorf

## Ausstellungen
- 1984:	Städtische Galerie im Museum Folkwang, Essen
- 1984: Thyssengas, Verwaltungsgebäude, Duisburg
- 1985: Krefelder Kunstverein
- 1985: Museum Quadrat, Bottrop
- 1986: Städtische Galerie, Bad Waldsee
- 1986: Kunstverein Unna
- 1987: Kunstraum Wuppertal
- 1987: Niederrheinischer Kunstverein, Wesel
- 1988: Museum Schloss Morsbroich, Leverkusen
- 1989: Städtische Sammlung, Duisburg-Rheinhausen
- 1989: Kunstverein Vreden
- 1989: Emschertal-Museum, Herne
- 1990: Städtische Galerie Albstadt
- 1991: Kunstverein Wilhelmshöhe, Ettlingen
- 1992: Kulturforum Alte Post, Neuss
- 1995:	Wilhelm-Lehmbruck-Museum, Duisburg
- 1995: Städtisches Museum Mülheim an der Ruhr
- 1996: Bundesanstalt für Arbeitsschutz (DASA), Dortmund
- 1997:	Städtische Galerie Peschkenhaus, Moers
- 1997: Technologiepark Eurotec, Moers
- 1998:	Städtisches Atelierhaus Goldstraße, Duisburg
- 2000:	Galerie Schloss Borbeck, Essen
- 2000: Saarländisches Künstlerhaus, Saarbrücken
- 2000: Märkisches Museum Witten
- 2001:	Heidelberger Kunstverein
- 2003:	Duisburger Akzente, Städtisches Atelierhaus Goldstraße, Duisburg
- 2004:	Richard-Haizmann-Museum, Niebüll
- 2004: Kunstverein Reutlingen, Hans-Thoma-Gesellschaft, Museum Spendhaus, Reutlingen
- 2004: Museum Ostwall, Dortmund
- 2005:	Stadtmuseum Siegburg
- 2006:	Kunst aus Nordrhein-Westfalen, Aachen-Kornelimünster
- 2006: Kunstverein Augsburg
- 2006: Kunstmuseum Alte Post, Mülheim an der Ruhr
- 2006: Wilhelm-Lehmbruck-Museum, Duisburg
- 2006: Yehudi-Menuhin-Forum, Marl
- 2007:	Kulturstiftung Rügen, Jagdschloss Granitz